# وادی المعاول
شهر وادی المعاول (به عربی: وادی المعاول) در باطنه در کشور عمان واقع شده‌است. جمعیت این شهر ۱۱٫۳۱۷ نفر است.